# Trevor Baylis
Trevor Baylis (ur. 13 maja 1937 r. w Londynie, zm. 5 marca 2018 r. tamże) – brytyjski wynalazca.

## Życiorys
Urodzony 13 maja 1937 r. w Londynie. W 1956 r. był bliski kwalifikacji do olimpijskiej kadry pływackiej. W następnych latach pracował w firmie sprzedającej składane baseny, był m.in. inżynierem i sprzedawcą, a także nurkował prezentując możliwości tego asortymentu.
Swoje wynalazki konstruował w garażu przy domu w Londynie. Łącznie był autorem ponad 250 wynalazków, w tym butów generujących energię elektryczną. Rozpoznawalność zyskał dzięki opracowaniu radia zasilanego korbką obracaną ręcznie przez użytkownika, co pozwalało na 15 min. pracy. Urządzenie opracował w 1991 r. pod wpływem filmu dokumentalnego o epidemii AIDS w Afryce. W jego założeniach radio miało być wykorzystywane do przekazywania komunikatów dotyczących zdrowia publicznego. Długo walczył o opatentowanie wynalazku, a później o sfinansowanie produkcji.
Po prezentacji jego wynalazku w programie Tomorrow’s World stacji BBC w Południowej Afryce została uruchomiona fabryka produkująca radia, jednak Baylis nie odnosił korzyści z jej pracy, gdyż właściciele zakładu obeszli jego patent – w ich urządzeniu radio zasilane było z akumulatorów, które ładowane były korbką. W kolejnych latach Baylis dostosował swój wynalazek do odtwarzaczy MP3 i innych urządzeń i zaangażował się w kampanię na rzecz zaostrzenia prawa patentowego i walkę z kradzieżą własności intelektualnej.
Zmarł 5 marca 2018 r. w Londynie z powodu choroby Leśniowskiego-Crohna.

## Odznaczenia
- Order of the British Empire (1997 r.)[1]
- Order of the British Empire (2015 r.)[1]